# Крила (филм из 1927)
Крила (енгл. Wings) је амерички неми ратни филм из 1927. године, режисера Вилијама Велмана, у коме главне улоге играју Клара Боу, Чарлс Роџерс и Ричард Арлен. Гари Купер се појавио у малој улози која му је помогла да покрене каријеру у Холивуду.
Филм, смештен током Првог светског рата, написали су сценаристи Хоуп Лоринг и Луис Д. Лајтон према причи Џона Монка Сондерса да би се прилагодио Клари Боу, највећој звезди студија Paramount Pictures у то време. Велман је ангажован за редитеља, пошто је био једини режисер у Холивуду у то време који је имао искуство борбених пилота из Првог светског рата, иако су Ричард Арлен и Џон Монк Сондерс такође служили у рату као војни авијатичари. Филм је сниман на локацији са буџетом од 2 милиона долара у ваздухопловној бази у Сан Антонију, од 7. септембра 1926. до 7. априла 1927. године. Стотине статиста и око 300 пилота је било укључено у снимање, укључујући пилоте и авионе Ваздушног корпуса америчке војске који су доведени ради снимања и пружања помоћи и надзора. Велман је током десет дана опсежно увежбавао сцене за битку код Сен Мијела са око 3.500 војника на бојном пољу направљеном за продукцију на локацији. Иако су глумци и филмска екипа имали много слободног времена током снимања због временских одлагања, услови снимања су били интензивни, а Велман се често сукобљавао са војним официрима довођеним да надгледају филм.

Признат по својој техничкој вештини и реализму по објављивању, филм је постао мерило по коме су се мерили будући филмови о авијацији, углавном због својих реалистичних секвенци ваздушних борби. Био је први филм који је освојио Оскара за најбољи филм на првој церемонији доделе награда Академије филмских уметности и наука 1929, као и једини потпуно неми филм који је то успео. Такође је освојио Оскара за најбоље инжењерске ефекте (Рој Померој). Филм је био један од првих филмова који су приказивали голотињу. Године 1997, Конгресна библиотека је изабрала филм за чување у Националном регистру филмова Сједињених Држава због „културолошког, историјског или естетског значаја”, а филм је поново пуштен у биоскопе Cinemark у ограниченом издању у мају 2012. како би се поклопио са својом 85. годишњицом. Поново је објављен за своју 90. годишњицу 2017. године. Филмска архива Академије изабрала је Крила за чување 2002. године.

## Радња
Џек Пауел и Дејвид Армстронг су ривали у малом америчком граду, где се обојица боре за пажњу лепе Силвије Луис. Џек не схвата да је „девојка из суседства”, Мери Престон, очајнички заљубљена у њега. Обојица младића се пријављују да постану борбени пилоти у војној ваздушној служби. Када оду у тренинг камп, Џек погрешно верује да га Силвија више воли. Она заправо више воли Дејвида и даје му до знања о својим осећањима, али је превише љубазна да одбије Џекову наклоност.
Џек и Дејвид су смештени заједно. Њихов друг у шатору је кадет Вајт, али њихово познанство бива сувише кратко; Вајт гине у авионској несрећи истог дана. Неустрашиви, њих двојица издржавају ригорозан период обуке, током којег од непријатеља постају најбољи пријатељи. Након завршетка обуке, отпремају их у Француску да се боре против царске Немачке.
Мери се придружује рату тако што постаје возач хитне помоћи. Касније сазнаје за Џекову репутацију аса познатог као „Звезда падалица” и сусреће га док је на одсуству у Паризу. Она га проналази, али он је превише пијан да би је препознао. Она га ставља у кревет, али када двојица војних полицајаца упадну унутра док се она невино пресвлачи из позајмљене хаљине у униформу у истој просторији, приморана је да поднесе оставку и врати се у Сједињене Државе.
Врхунац приче долази са епском Битком код Сен Мијела. Дејвид је оборен и сматра се мртвим. Међутим, он преживи несрећно слетање, украде немачки двокрилац и креће ка савезничким линијама. Трагичном несрећом, Џек примећује непријатељски ваздухоплов и, спреман да освети свог пријатеља, започиње напад. Успешно обара авион и слеће да би узео сувенир своје победе. Власник земље на којој се срушио Дејвидов авион позива Џека да дође код човека на самрти. Он пристаје и бива шокиран када схвати шта је урадио. Дејвид га теши, и пре него што умре, опрашта свом пријатељу.
На крају рата, Џек се враћа кући на добродошлицу хероју. Посећује Дејвидове ожалошћене родитеље како би вратио ствари свог пријатеља. Током посете моли их за опроштај што је изазвао Дејвидову смрт. Госпођа Армстронг каже да није Џек одговоран за смрт њеног сина, већ рат. Затим се Џек поново сусреће са Мери и схвата да је воли.

## Улоге
| Глумац              | Улога                   |
| ------------------- | ----------------------- |
| Клара Боу           | Мери Престон            |
| Чарлс Роџерс        | Џек Пауел               |
| Ричард Арлен        | Дејвид Армстронг        |
| Џобина Ралстон      | Силвија Луис            |
| Ел Брендел          | Херман Швимпф           |
| Ричард Такер        | ваздухопловни командант |
| Гари Купер          | кадет Вајт              |
| Ганбоут Смит        | наредник                |
| Хенри Б. Волтхол    | господин Армстронг      |
| Роско Карнс         | поручник Камерон        |
| Џулија Свејн Гордон | госпођа Армстронг       |
| Арлет Маршал        | Селест                  |
| Џорџ Ирвинг         | господин Пауел          |
| Хеда Хопер          | госпођа Пауел           |

## Продукција

### Сценарио и искуство
Филм су написали Џон Монк Сондерс (са идејама за причу које је допринео непотписани Бајрон Морган), Хоуп Лоринг и Луис Д. Лајтон (сценарио), продуцирао га је Лисјен Хабард (који је такође непотписан помагао у монтажи), а режирао Вилијам Велман, са оригиналном оркестарском партитуром Џ. С. Замекника, која је такође била непотписана. Сценарио је преправљен да би се прилагодио Клари Боу, пошто је она била највећа звезда студија Paramount Pictures, али није била срећна због своје улоге: „Крила су...мушки филм, а ја сам само шлаг на врху торте”.
Продуценти Лисјен Хабард и Џеси Л. Ласки ангажовали су редитеља Велмана пошто је он био једини редитељ у Холивуду у то време који је имао искуство борбеног пилота из Првог светског рата. Глумац Ричард Арлен и писац Џон Монк Сондерс су такође служили у Првом светском рату као војни авијатичари. Арлен је био у стању да самостално лети у филму, а Роџерс, који није био пилот, прошао је обуку за летење током продукције, тако да је, као и Арлен, такође могао да буде снимљен у крупном плану у ваздуху. Хабард је свима понудио часове летења, и упркос великом броју авиона у ваздуху, догодила су се само два инцидента — један је укључивао пилота каскадера Дика Грејса, који је сломио врат испавши из кокпита након контролисаног пада; док је други био фатална несрећа пилота Војне ваздушне службе. Велман је успео да привуче подршку Ратног министарства и њихово укључење у пројекат, и показао је знатну храброст и самопоуздање у раду са авионима и пилотима на платну, знајући „тачно шта жели”, доносећи са собом „став без бесмислица”, према војном историчару филма Лоренсу Х. Свиду.

### Снимање

#### Ваздушне и борбене секвенце
Филм је снимљен и комплетиран са буџетом од 2 милиона долара у ваздухопловној бази Кели Филд, Сан Антонио, Тексас, између 7. септембра 1926. и 7. априла 1927. године. Примарни извиђачки авиони који су коришћени у филму били су Томас-Морс MB-3 који су заменили америчке СПАД-ове и немачки Кертис P-1. Развијању техника потребних за снимање крупних планова пилота у ваздуху и снимање брзине и кретања авиона на платну било је потребно времена, а у прва два месеца направљено је мало употребљивих снимака. Велман је убрзо схватио да Кели Филд нема адекватан број авиона или вештих пилота за обављање потребних ваздушних маневара, те је морао да затражи техничку помоћ и снабдевање авионима и пилотима из Вашингтона. Ваздушни корпус је послао шест авиона и пилота из 1. групе за потеру стациониране на Селфриџ Филду близу Детроита, укључујући тадашњег другог поручника Елмера Џ. Роџерса Млађег и другог потпоручника Кларенса С. „Била” Ирвина који је постао Велманов саветник. Ирвин је био одговоран за пројектовање система ваздушних камера за снимање крупних планова и за планирање борби авиона, а када је један од пилота сломио врат, сам је играо у једној од сцена битке.
Стотине статиста је доведено, а око 300 пилота је било укључено у снимање. Пошто су ваздушне битке захтевале идеално време за снимање, продукцијски тим је једном приликом морао да чека 18 узастопних дана на одговарајуће услове у Сан Антонију. Уколико је било могуће, Велман је покушавао да направи снимке у ваздуху као контраст облацима у позадини, изнад или испред обала облака како би створио осећај брзине и опасности. Велман је касније објаснио, „покрет на екрану је релативна ствар. Коњ трчи по земљи или прескаче препреке или потоке. Знамо да иде брзо због његовог односа према непокретном тлу”. Велман је омогућио авионима да „ударају једни на друге”, да „спусте и нестану у облацима” и да публици дају осећај пада оборених авиона. Током одлагања снимања из ваздуха, Велман је током десет дана опсежно вежбао сцене за битку код Сен Мијела са око 3500 војника. На локацији за снимање је направљено велико бојно поље са рововима и бодљикавом жицом. Велман је сам преузео одговорност за пажљиво испланиране експлозије, детонирајући их у право време са своје контролне табле. Према Питеру Хопкинсону, најмање 20 младића, укључујући сниматеља Вилијама Клотијера, добили су ручне камере да снимају „све и свашта” током снимања.
Велман се често сукобљавао са војним официрима довођеним да надгледају филм, посебно са командантом пешадије за кога је сматрао да мрзи „две монументалне ствари: летаче и филмаџије”. После једне свађе, Велман је узвратио команданту: „Ти си само проклета будала јер ми је влада рекла да мораш да ми даш све своје људе и да радиш управо оно што ја желим да урадиш.” Иако је Велман обраћао много пажње на техничке детаље приликом снимања, користио је савремене аутомобиле и одећу током снимања, заборављајући да користи оне из Првог светског рата. Требало му је шест недеља да у потпуности монтира филм и припреми га за објављивање.

#### Филмска екипа
Док је већини холивудских продукција у то време било потребно нешто више од месец дана за снимање, Крилима је требало отприлике девет месеци да се заврше. Иако је Велман правио спектакуларне снимке из ваздуха и стварао историју холивудског филма, студио је изразио забринутост због трошкова продукције и повећања буџета. Послали су руководиоца у Сан Антонио да се пожали Велману да му јасно каже да има две опције, „пут кући или пут у болницу”. Према биографу Френку Т. Томпсону, Велман је пришао продуценту Дејвиду О. Селзнику у вези са уговором и питао га шта треба да уради, на шта је Селзник одговорио: „Само ћути. Држиш их тамо где боли.” Ото Кан, који је финансирао продукцију, стигао је на сет док је Велман снимао секвенцу битке у Сен Мијелу, ненамерно је пореметио Велманово време детонације и изазвао тешке повреде неколико статиста. Велман је гласно и простачки наредио Кану да изађе са сета. Те вечери, Кан је посетио Велмана у његовој хотелској соби, рекао му је да је импресиониран његовом режијом и да може да добије све што му је потребно да заврши филм.
Глумци и екипа имали су доста слободног времена између снимања секвенци, а према режисеру Велману, „Сан Антонио је постао Армагедон величанственог сексуалног Донибрука”. Он се присетио да су у хотелу „Сент Антони” боравили девет месеци и да су све лифт девојке, у тренутку када су отишли, биле трудне. Изјавио је да је Клара Боу отворено флертовала са мушким члановима глумачке екипе и неколико пилота, што је било узвратно, упркос томе што се верила са Виктором Флемингом дан након што је стигла у Сан Антонио 16. септембра 1926. године. Гари Купер, појавивши се у улози која му је помогла да покрене каријеру у Холивуду, започео је бурну аферу са њом током продукције. Купер је наводно показао филмски сценарио Хауарду Хјузу који није био импресиониран, сматрајући да је драма у њему „пуна сапунице”, иако је обавестио Купера да се радује што ће видети како ће Велман извести техничке секвенце из ваздуха. Клара Боу је јако мрзела костиме које је дизајнер Травис Бантон направио за филм. Пререзала је изрезе и одрезала рукаве својих костима, на велику жалост Бантона.

#### Значајне сцене
Ово је такође један од првих широко објављених филмова који је приказао голотињу. У канцеларији за регрутацију су наги мушкарци видљиви отпозади на физичким прегледима, кроз врата која се отварају и затварају неколико пута. Груди Кларе Боу се на тренутак откривају током сцене у спаваћој соби у Паризу када војна полиција упада док се она пресвлачи. У сцени у којој се Роџерс напије, опијеност приказана на екрану била је искрена, јер иако је имао 22 године, никада раније није пробао алкохол и брзо се опио од испијања шампањца. Носач са камером постављеном на продужетку направљен је за снимање сцене у париском кафеу.
Током сцене у којој је Дејвид на самрти, Џек га љуби у уста, што је довело до уобичајене интерпретације овог филма као осликавања првог истополног пољупца у историји филма. Међутим, постоје и тумачења да је пољубац био само братски. Иако не постоји општи консензус, предложени су и филмови Нетрпељивост (1916), Убиство из нехата (1922) и Мароко (1930).

У сцени кафеа, један од парова у дугом снимку је истополни женски пар.

## Објављивање и пријем
Велман је филм посветио „оним младим ратницима неба чија су крила заувек склопљена око њих”. Филм је претпремијерно приказан је 19. маја 1927. у једном биоскопу у Сан Антонију. Премијера је одржана у Њујорку, 12. августа 1927. године и филм је приказиван 63 недеље пре него што је пуштен у друге биоскопе. Филм је коначно издат у Лос Анђелесу 15. јануара 1928. године. Оригинално издање филма било је обојено и имало је неке секвенце у раном широком екрану познатом као Magnascope, такође коришћеном у филму Old Ironsides из 1926. године. Оригинално издање је такође користило сцене из ваздуха које су користиле Handschiegl процес боје за пламен и експлозије. Неке верзије су имале синхронизоване звучне ефекте и музику, користећи процес звука на филму General Electric Kinegraphone (касније познатог као RCA Photophone).
Крила су одмах по објављивању доживела успех и постала су мерило по коме су се годинама касније мерили узастопни филмови о авијацији, у смислу „аутентичности борбе и обима продукције”. Један од разлога огромне популарности филма била је јавна заљубљеност у авијацију након трансатлантског лета Чарлса Линдберга. Ваздушни корпус који је надгледао продукцију изразио је задовољство крајњим производом. Критички одговор је био подједнако ентузијастичан и филм је надалеко хваљен због свог реализма и техничке способности, упркос површној радњи, „авијационом пикнику” како га је назвао Џин Браун. Борбене сцене у филму биле су толико реалистичне да се један писац који је проучавао филм раних 1970-их запитао да ли је Велман користио стварне снимке авиона који су пали на земљу током Првог светског рата. Један критичар је приметио: „Изузетан квалитет Крила лежи у његовој привлачности као спектакла и као филма са бар неким од актуелности летења у ратним условима”. Други је написао: „Ништа у низу ратних слика никада није упаковало већи удео правих узбуђења у једнак снимак. Као спектакл, Крила су технички тријумф. Нагомилава ударац за ударцем све док гледалац није скоро нервозно исцрпљен”. Мордонт Хол из новина The New York Times похвалио је кинематографију сцена летења, режију и глуму целокупне глумачке екипе у својој рецензији од 13. августа 1927. године. Хол је имао само две замерке, једну благу на глуму Ричарда Арлена и на крај, који је описао са: „као и многе екранске приче, којих има много више него што треба, превише је сентименталан.”
Према часопису Variety је зарадио приближно 3,8 милиона долара од изнајмљивања биоскопа из Сједињених Држава и Канаде, што му је донело место међу 100 најпопуларнијих филмова свих времена на домаћим благајнама након прилагођавања инфлацији и величини популације у својој ери.

### Награде
Дана 16. маја 1929. одржана је прва церемонија доделе Оскара у хотелу Рузвелт у Холивуду у част изузетних филмских достигнућа 1927–1928. Крила су била пријављена у бројним категоријама и била су први филм који је освојио Оскара за најбољи филм (тада познат као „Најбољи филм, продукција”) и најбоље инжењерске ефекте за Роја Помероја. Остаје једини потпуно неми филм који је освојио награду за најбољи филм. Излазак сунца: Песма о два људска бића, који је освојио Оскара за јединствену и уметничку продукцију, сматран је једнаким победником вечери, али је следеће године Академија одустала од те награде и ретроактивно одлучила да је награда коју су освојила Крила највећа част која се може доделити. Статуету, која још није била позната као „Оскар”, Даглас Фербанкс је уручио Клари Боу у име продуцената Адолфа Зукора и Б. П. Шулберга.

## Наслеђе
Крст и кокарда, удружење пилота из Првог светског рата, одлучило је да организује одавање почасти Крилима 1968. године. Открили су да Paramount нема чак ни фотографије. Рекреирали су филм из преживелих снимака, поново га издали и имали ретроспективу на којој су позвали режисера и главне глумце Ричарда Арлена и Бадија Роџерса. Брошура је била доступна неколико година, али је поново штампана у књизи коју је приповедао Ричард Арлен, коју је објавила Џуди Вотсон, под насловом Крила и друга сећања раног Холивуда. Дуги низ година, Крила су се сматрала изгубљеним филмом све до 1992. године када је један отисак пронађен у Кинотеци Француске у Паризу и брзо је копиран са нитратног филма на сигурносну фолију. Поново је приказан у биоскопима, од којих су неки пратили филм са Вурлицеровим оргуљама.
У ретроспективи, филмски стручњак Скот Ејман у својој књизи Брзина звука: Холивуд и револуција звучних филмова 1926–1930 из 1997. истиче и разнолику структуру и прилагођене аспекте Крила у том прелазном периоду у америчкој кинематографији:
Иронично, неми спектакл на масовном тржишту, попут Крила Вилијама Велмана, без напора приказује много више визуелне разноликости него што су мејнстрим амерички филмови од тада понудили: приказује промене од бруталног реализма ка нереалистичним техникама које су повезане са совјетском авангардом или импресионистичким француским филмовима – двоструке експозиције, субјективни снимци из тачке гледишта, трик ефекти, симболичне илустрације на титловима итд.
Године 1997, филм је изабрана за чување у Националном регистру филмова Сједињених Држава од стране Конгресне библиотеке због „културног, историјског или естетског значаја”. Године 2006, син режисера Велмана, Вилијам Велман Млађи, написао је књигу о филму и учешћу његовог оца у стварању, под називом Човек и његова крила: Вилијам А. Велман и снимање првог најбољег филма.
Филм је био у фокусу епизоде телевизијске серије Petticoat Junction која је првобитно емитована 9. новембра 1968. године. Арлен и Роџерс је требало да се појаве током премијере филма у једном од локалних биоскопа 1928. године. Они су уместо тога одлучили да присуствују њујоршкој пројекцији која је одржана исте ноћи. Ујак Џо пише писмо у коме их прекори што су напустили град. Да би се искупили и направили публицитет, пристали су да присуствују другој премијери, 40 година касније. Ова епизода садржи стварне исечке из филма.
Арлен и Роџерс су се такође појавили заједно као они сами у епизоди Лусиног Шоуа 18. децембра 1967. под називом „Луси и Керол Бернет: Други део”. Они су представљени као звезде Крила на церемонији поводом завршетка Лусине и Керолине обуке за стјуардесе. Појављују се на сцени испод кадрова преузетих из филма, а касније на церемонији, глуме у мјузиклу са Луси и Керол, као два пилота из Првог светског рата.

## Рестаурација
Пошто су оригинални негативи изгубљени, најближи оригиналној копији је резервни негатив који је поново откривен у трезорима студија након верзије Кинотеке Француске. Патећи од пропадања и недостатака, негатив је у потпуности рестауриран савременом технологијом. За обновљену верзију Крила, оригинална музичка партитура је поново оркестрирана. Звучни ефекти поново је креирала компанија Skywalker Sound користећи архивиране аудио записе. Сцене које користе Handschiegl процес боја су такође поново креиране за обновљену верзију.
Године 1996. Paramount је издао VHS издање. Студио је 2012. године издао „педантно обновљену” верзију за DVD и Blu-ray формате. Ремастеризована верзија у високој резолуцији поклопила се са стогодишњицом студија. Отвара се монтажом логотипа, која почиње верзијом претходног логотипа из 2010. или верзијом тренутног логотипа из 2012. „100 година” и осврће се на претходне логотипе из протеклих 100 година, почевши од верзије логотипа из 1989. године из 1986, све до почетног логоа филма. Дана 2. и 16. маја 2012. одабрани биоскопи Cinemark приказивали су ексклузивно ограничено поновно издање два пута дневно како би се поклопило са 85. годишњицом филма. Добио је ограничено издање широм света за прославу 90. годишњице.
Филм је сачувала Филмска архива Академије, у сарадњи са Конгресном библиотеком и студијом Paramount Pictures, 2002. године.